# البيانات الوصفية للموارد التعليمية

تمثيل تخطيطي للتسلسل الهرمي للعناصر في نموذج بيانات LOM

البيانات الوصفية للكائنات التعليمية ( Learning Object Metadata، LOM) هي معيار بيانات يُستخدم لوصف الموارد التعليمية الرقمية والفيزيائية، بغرض تعزيز إعادة الاستخدام، وقابلية الاكتشاف، والتشغيل البيني بينها. غالبًا ما يُرمّز هذا المعيار باستخدام لغة التأشير الوسوعة أو RDF.
المعيار IEEE 1484.12.1-2020 – معيار وصف الكائنات التعليمية هو النسخة الأحدث من معيار عالمي مفتوح ومعترف به (نُشر من قبل جمعية معايير IEEE في نيويورك) تحت رعاية LTSC (لجنة معايير تقنيات التعليم التابعة لـ IEEE)، لوصف "كائنات تعليمية". تشمل السمات ذات الصلة التي يجب وصفها في الكائنات التعليمية: نوع الكائن، المؤلف، المالك، شروط التوزيع، التنسيق، والسمات البيداغوجية مثل أسلوب التدريس أو التفاعل.

## المعيار IEEE 1484.12.1 – إصدار 2002 لوصف الكائنات التعليمية
عرّفت مجموعة العمل التابعة لـ IEEE الكائنات التعليمية، لأغراض هذا المعيار، بأنها "أي كيان رقمي أو غير رقمي يمكن استخدامه في التعليم أو التدريب أو التعلم". وقد اعتبر العديد من المعلقين أن هذا التعريف واسع جدًا، لكن الغرض منه كان السماح بربط بيانات وصف الكائنات التعليمية بمجموعة واسعة من الكائنات، وليس تقديم تعريف بيداغوجي دقيق.
يُعد المعيار IEEE 1484.12.1 الجزء الأول من معيار متعدد الأجزاء، ويصف نموذج بيانات LOM. يحدد هذا النموذج الجوانب التي يجب وصفها في الكائن التعليمي، والمفردات التي يمكن استخدامها لهذه الأوصاف؛ كما يوضح كيفية تعديل هذا النموذج بإضافة عناصر أو فرض قيود. يتم إعداد أجزاء أخرى من المعيار لتحديد صيغ تمثيل بيانات LOM، مثل تمثيلها باستخدام لغة التأشير الوسوعة وRDF (IEEE 1484.12.3 وIEEE 1484.12.4 على التوالي). تركز هذه المقالة على نموذج بيانات LOM دون التطرق إلى صيغ XML أو غيرها.
تُعد مؤسسة اتحاد التعلم العالمي (IMS Global Learning Consortium) جهة دولية ساهمت في تطوير معيار IEEE لوصف الكائنات التعليمية (بالتعاون مع مؤسسة ARIADNE)، وقد وافقت على مسودات مبكرة من النموذج ضمن مواصفة بيانات موارد التعلم لـ IMS (IMS LRM، الإصدارات 1.0 – 1.2.2). أسهمت تعليقات المستخدمين لمواصفات IMS LRM في تطوير LOM، مما أدى إلى بعض التباين بين إصدار IMS LRM 1.2 وما نُشر لاحقًا كمعيار LOM. وقد أعاد إصدار 1.3 من مواصفة IMS LRM التوافق مع معيار IEEE LOM، ونص على استخدام تمثيل IEEE باستخدام XML. لذا، يمكن الآن استخدام مصطلح "LOM" للإشارة إلى كل من معيار IEEE والإصدار 1.3 من مواصفة IMS.
توفر مواصفة IMS LRM أيضًا دليلًا موسعًا لأفضل الممارسات والتنفيذ، بالإضافة إلى تحويل XSL يمكن استخدامه لنقل البيانات من إصدارات أقدم من تمثيل XML الخاص بـ IMS إلى تمثيل XML الخاص بـ IEEE LOM.

## التفاصيل التقنية

### كيفية عمل نموذج البيانات
يتكوَّن نموذج LOM من تسلسل هرمي من العناصر. في المستوى الأول، يوجد تسع فئات رئيسية، تحتوي كل منها على عناصر فرعية؛ قد تكون هذه العناصر الفرعية عناصر بسيطة تحتوي على بيانات، أو عناصر مركبة تتضمن بدورها عناصر فرعية أخرى. وتُحدد دلالة (المعنى السياقي) لأي عنصر بحسب السياق الذي يظهر فيه: أي بحسب العنصر الحاوي له ضمن التسلسل الهرمي، وكذلك العناصر الأخرى ضمن نفس الحاوية. على سبيل المثال، فإن عناصر الوصف المختلفة (1.4، 5.10، 6.3، 7.2.2، 8.3، و9.3) تستمد معناها من العنصر الأب الخاص بها. كما أن العنصر 9.3 الوصف يستمد أيضًا سياقه من قيمة العنصر 9.1 الغرض داخل نفس مثيل عنصر التصنيف.
ينص نموذج البيانات على أن بعض العناصر يمكن تكرارها إما كعناصر فردية أو كمجموعة. على سبيل المثال، بينما يمكن أن يظهر العنصران 9.1 (الغرض) و9.2 (الوصف) مرة واحدة فقط ضمن كل مثيل من عنصر التصنيف، فإن عنصر التصنيف ذاته يمكن تكراره، مما يسمح بتعدد الأوصاف لأغراض مختلفة.
كما يحدد النموذج ما يُعرف بـ نطاق القيم ونوع البيانات لكل عنصر بسيط. يشير نطاق القيم إلى القيود (إن وجدت) المفروضة على البيانات التي يمكن إدخالها في ذلك العنصر. بالنسبة للعديد من العناصر، يسمح نطاق القيم بإدخال أي سلسلة من أحرف يونيكود، بينما تتطلب عناصر أخرى اختيار القيم من قائمة محددة مسبقًا (قائمة مضبوطة) أو الالتزام بصيغة معينة (مثل تنسيقات التواريخ أو رموز اللغات).
وتنقسم أنواع البيانات إلى ما يلي:
LangString (سلسلة-لغة): تتكون من جزء للغة وجزء للنص، مما يسمح بتسجيل نفس المعلومة بعدة لغات.
Vocabulary (المفردات): تُقيد بحيث يجب اختيار القيم من قائمة مصطلحات مضبوطة، تتألف من أزواج "المصدر-القيمة"؛ حيث يشير المصدر إلى اسم قائمة المصطلحات، وتشير القيمة إلى المصطلح المُختار.
DateTime (تاريخ/وقت) وDuration (المدة): يحتوي كل منهما على جزء يُعطى فيه التاريخ أو المدة بشكل قابل للقراءة آليًا، وجزء آخر لوصف بشري (مثل: "منتصف صيف 1968").
عند تنفيذ معيار LOM من قبل مزودي البيانات أو الخدمات، لا يشترط دعم جميع العناصر في النموذج، كما لا يحد النموذج من المعلومات التي يمكن توفيرها. يسمح ما يُعرف بـ ملف التطبيق (Application Profile) للمجتمعات أو المستخدمين بتحديد العناصر والمفردات التي سيستخدمونها. يمكن حذف بعض عناصر LOM، أو استيراد عناصر من مخططات وصف بيانات أخرى؛ كما يمكن توسيع القوائم المضبوطة داخل LOM بقيم مناسبة لذلك المجتمع.

### المتطلبات
تشمل المتطلبات الأساسية لاستخدام LOM كمزود بيانات أو خدمة ما يلي:
فهم احتياجات المستخدمين أو المجتمع، وترجمتها إلى ملف تطبيق.
وضع استراتيجية لإنشاء بيانات وصفية عالية الجودة.
تخزين هذه البيانات بطريقة تتيح تصديرها كسجلات LOM.
الاتفاق على صيغة التبادل (Binding) لتمثيل سجلات LOM.
القدرة على تبادل السجلات مع أنظمة أخرى، سواء كحالات فردية أو جماعية (en masse).

### المواصفات ذات الصلة
توجد العديد من مواصفات البيانات الوصفية. من أبرزها مجموعة عناصر بيانات دبلن كور (المعروفة باسم "دبلن كور البسيط"، والمقننة تحت المعيار ANSI/NISO Z39.85 – 2001). وتوفر دبلن كور البسيطة مجموعة عناصر غير معقدة ومحددة بشكل فضفاض، ومفيدة لمشاركة البيانات الوصفية عبر طيف واسع من الخدمات المختلفة.
نظرًا لاعتماد معيار LOM على دبلن كور كنقطة انطلاق، مع تطوير عناصر دبلن كور البسيطة لتلائم الكائنات التعليمية، فهناك بعض التقاطع بين المعيارين.
كما تعمل مبادرة دبلن كور للبيانات الوصفية (DCMI) على تطوير مصطلحات جديدة تسمح باستخدام عناصر دبلن كور بمزيد من الدقة الدلالية (المعروفة بـ "دبلن كور المؤهل"). ويهدف فريق العمل التعليمي في دبلن كور إلى تكييف هذه العناصر لتلبية احتياجات المجتمع التعليمي على وجه الخصوص.
كما توجد مواصفات تعليمية أخرى تسمح بتضمين بيانات وصف الكائنات التعليمية ضمن ملفات لغة التأشير الوسوعة، مثل:
توصيف الموارد في حزمة محتوى IMS أو قائمة الموارد،
توصيف المفردات والمصطلحات في ملف IMS VDEX،
توصيف بنود الأسئلة في ملف IMS QTI (الأسئلة والتوافق في الاختبارات).
توجد علاقة مزدوجة بين مواصفة تعريف وتبادل المفردات (VDEX) من IMS وبيانات LOM؛ إذ يمكن لـ LOM توفير بيانات وصفية للمفردات الموجودة ضمن مثيل VDEX، كما يمكن استخدام VDEX لوصف القوائم المضبوطة التي تُشكّل نطاق القيم للعديد من عناصر LOM.
ويمكن نقل سجلات LOM بين الأنظمة باستخدام بروتوكولات متعددة، لعلّ أبرزها وأكثرها شيوعًا هو OAI-PMH.

### ملفات التطبيق

#### UK LOM Core
في مجال التعليم العالي والفني في المملكة المتحدة، تُعد سلسلة ملفات التطبيق المستندة إلى "UK LOM Core" من بين الأهم.
UK LOM Core هو مخطط أولي قامت على تطويره مجموعة من الممارسين في المملكة المتحدة بعد دراسة 12 مخططًا مختلفًا للبيانات الوصفية بهدف توحيد الممارسات المتعلقة بمحتوى الكائنات التعليمية. علمًا بأنه يُعد الآن مشروعًا تراثيًا ولم يعد قيد التطوير الفعّال.

#### CanCore
يقدم ملف التطبيق الكندي CanCore إرشادات تفصيلية لتفسير وتنفيذ كل عنصر من عناصر معيار LOM.
تتألف هذه الإرشادات (2004) من وثيقة من 250 صفحة، وجرى تطويرها على مدى ثلاث سنوات بقيادة Norm Friesen وبمساهمة خبراء من كندا ومناطق أخرى من العالم. وهي متاحة مجانًا على موقع CanCore.

#### ANZ-LOM
ملف ANZ-LOM هو ملف وصف بيانات مخصص لقطاع التعليم في كل من أستراليا ونيوزيلندا. يحدد الملف التزامات لاستخدام بعض العناصر، ويوضح كيفية تطبيق القوائم المضبوطة، بما في ذلك مفردات إقليمية مستخدمة ضمن عنصر "التصنيف". نُشر الملف لأول مرة من قبل منظمة The Le@rning Federation (TLF) في يناير 2008.

#### Vetadata
تستخدم مؤسسات التعليم المهني والتقني (VET) في أستراليا ملف تطبيق خاص بمعيار LOM يُعرف باسم "Vetadata". يتضمن هذا الملف خمسة عناصر إلزامية، ويستفيد من عدة قوائم مفردات مخصصة للقطاع الأسترالي. وقد نُشر هذا الملف لأول مرة عام 2005، وهو متوافق إلى حد كبير مع ملف ANZ-LOM.

#### NORLOM
NORLOM هو ملف LOM الخاص بالنرويج. ويُدار من قبل NSSL (أمانة النرويج لتوحيد تقنيات التعليم).

#### ISRACore
ISRACore هو ملف LOM المستخدم في الكيان الإسرائيلي. وتتولى ISOC-IL (جمعية الإنترنت في إسرائيل)بالتعاون مع مركز الحوسبة بين الجامعات IUCC مهمة تطوير قاعدة بيانات للكائنات التعليمية الإلكترونية.

#### SWE-LOM
SWE-LOM هو ملف LOM السويدي، ويُدار من قبل IML في جامعة أوميو ضمن إطار العمل الوطني لمجموعة توحيد المعايير TK450 التابعة لـ المعهد السويدي للمعايير.

#### TWLOM
TWLOM هو ملف LOM الخاص بتايوان، ويُدار من قبل مشروع تطوير وتعزيز الأرشيفات والتعليم الإلكتروني في البلاد.

#### LOM-FR
LOM-FR هو ملف وصف بيانات مخصص لقطاع التعليم في فرنسا. نُشر هذا الملف لأول مرة عام 2006.

#### NL LOM
NL LOM هو ملف LOM الهولندي المستخدم لوصف الموارد التعليمية في هولندا. وقد نتج عن دمج ملف التعليم العالي الهولندي مع الملف المستخدم في التعليم الابتدائي والثانوي. وصدر الإصدار النهائي منه في عام 2011.

#### LOM-CH
LOM-CH هو ملف وصف بيانات مخصص لقطاع التعليم في سويسرا. يتوفر حاليًا باللغتين الفرنسية والألمانية. نُشر هذا الملف في يوليو 2014.

#### LOM-ES
LOM-ES هو ملف وصف بيانات مخصص لقطاع التعليم في إسبانيا، ويتوفر باللغة الإسبانية.

#### LOM-GR
LOM-GR، ويُعرف أيضًا باسم "LOM-GR Photodentro"، هو ملف وصف بيانات يوناني للكائنات التعليمية، يُستخدم حاليًا للموارد المتعلقة بالتعليم المدرسي. نُشر عام 2012، ويتوفر باللغتين اليونانية والإنجليزية.
يتم الإشراف عليه من قبل CTI DIOPHANTUS ضمن إطار "بنية Photodentro الاتحادية لمحتوى التعليم المدرسي"، والتي تشمل عدة مستودعات للمحتوى التعليمي (لكائنات التعلم، والفيديو التعليمي، والمحتوى المُنتج من المستخدمين)، بالإضافة إلى المجمع الوطني اليوناني للمحتوى التعليمي الذي يجمع البيانات الوصفية من مستودعات منظمات أخرى.
LOM-GR هو مواصفة عمل تابعة لمجموعة TC48/WG3 ضمن الهيئة الهيلينية لتوحيد المعايير.

#### أخرى
تشمل ملفات التطبيق الأخرى تلك المطورة ضمن مشروع Celebrate، بالإضافة إلى ملف البيانات الوصفية ضمن نموذج SCORM المرجعي.

## وصلات خارجية
IMS Global
LRMI (مبادرة البيانات الوصفية للموارد التعليمية)
cancore.athabascau.ca دليل شامل لتنفيذ معيار LOM من IEEE.
www.imsglobal.org: مواصفة وصف الموارد التعليمية من IMS Global Learning Consortium.
ltsc.ieee.org: مواصفة الربط باستخدام XML.
www.intrallect.com: مقارنة بين LOM وIMS Learning Resource Metadata.
www.ontopia.net: البيانات الوصفية؟ المعاجم؟ التصنيفات؟ خرائط الموضوعات!.